# Epidemija popustljivog vaspitanja
„Epidemija popustljivog vaspitanja“ je knjiga autora Roberta Šoa i Stefani Vud koja se bavi posledicama popustljivog vaspitanja. Ova knjiga govori o preterano popustljivom vaspitanju, posledicama gubitka roditeljskog autoriteta u današnje vreme i mitu o bajkovitom roditeljstvu koje stvara sve više razmažene dece.
Svakog dana sve je više i više neobuzdane i nevaspitane dece sa kojima se društvo susreće, zato autori kritički preispituju ogromnu štetu koju je popustljivo roditeljstvo nanelo našim stavovima prema razvoju deteta. Knjiga govori da bi roditelji trebalo da zauzmu oštriji stav u vezi vaspitanja svoje dece, ali da im ne stvaraju traumu. Duboko ukorenjena i dominantna "ideologija srećnog deteta" izjednačava ljubav i vaspitanje sa jedne strane, a sa druge strane disciplinu i traumu. Postavlja se pitanje da li postoji "srećno dete" i šta to u stvari znači, kako ga učiniti srećnim a ne razmaziti ga. To nam govori da većina stručnjaka nedovoljno poznaje patologiju razmaženog deteta, a razmaženosti je sve više.